# Румен Стоилов
Вижте пояснителната страница за други личности с името Румен Стоилов.
Румен Иванов Стоилов е български полицай (офицер)

## Биография
Роден е в София на 31 юли 1954 г. Завършва висше образование във ВИПОНД (днес: Академия на МВР) в столицата и по-късно Юридическия факултет на Софийския университет.
Постъпва в структурата на МВР през 1978 г. Работи в сектор „Криминална полиция“ на СДВР, началник е на Столичната дирекция на вътрешните работи от декември 1991 г. Между януари 1993 и октомври 1994 г. е секретар на МВР.
През 1994 г. напуска системата и става управител на печатница „Демакс“. На 10 август 2001 г. е назначен за заместник-министър на вътрешните работи, отговарящ за взаимодействието между националните и териториалните служби в борбата с организираната престъпност и издаването на документи за самоличност.
Бил е член на Обществения съвет към МВР (предложен от Румен Петков) и на Управителния съвет на Пловдивския панаир.